# Charlie Bauerfeind
Karl Rudolf (Erlangen, Njemačka, 5. svibnja 1963.), poznatiji kao Charlie Bauerfeind,  je njemački inženjer zvuka te glazbeni producent koji je radio s mnogim poznatim power metal sastavima kao što su Angra, Blind Guardian, Helloween, Primal Fear, Rage, HammerFall te Saxon.

## Radovi

### Produciranje

#### Angra
- Angels Cry – 1993.
- Holy Land – 1995./1996.
- Freedom Call – 1996.
- Holy Live - 1997.

#### Axel Rudi Pell
- Shadow Zone – 2002.
- Kings and Queens – 2004.
- Mystica – 2006.
- Diamonds Unlocked – 2007.
- Tales of the Crown – 2008.
- The Crest – 2010.
- Circle of the Oath – 2012.
- Into the Storm – 2014.
- Game of Sins – 2016.
- Knights Call – 2018.

#### Blind Guardian
- Nightfall in Middle-Earth - 1997./1998.

Miksanje pjesme Mirror Mirror
- A Night at the Opera - 2000./2001.
- A Twist in the Myth - 2006.
- At the Edge of Time - 2010.
- Beyond the Red Mirror - 2015.
- The God Machine - 2022.

#### Freedom Call
- Stairway to Fairyland - 1999.
- Crystal Empire - 2001.
- Eternity - 2002.: Miksanje

#### Gamma Ray
- Insanity and Genius - 1993.: Miksanje
- Land of the Free - 1994. /1995.
- Somewhere Out in Space - 1997.: Miksanje

#### HammerFall
- Hearts on Fire - 2002.
- Crimson Thunder - 2002.
- Chapter V: Unbent, Unbowed Unbroken - 2005.
- Threshold - 2006.
- No Sacrifice, No Victory - 2009.

#### Helloween
- The Dark Ride - 2000.
- Treasure Chest -  2002.
- Rabbit Don't Come Easy - 2003.
- Keeper of the Seven Keys: The Legacy - 2005.
- Gambling with the Devil - 2007.
- Unarmed – Best of 25th Anniversary - 2009.
- 7 Sinners - 2010.
- Straight Out of Hell - 2013.
- My God-Given Right - 2015.
- Helloween - 2021.

#### Joacim Cans
- Beyond the Gates - 2004.

#### Molly Hatchet
- Silent Reign of Heroes - 1998.: Miksanje

#### Rage
- Unity - 2002.
- Soundchaser - 2003.
- Speak of the Dead - 2006.: Miksanje
- Carved in Stone - 2008.: Miksanje
- Strings to a Web - 2010.
- 21 - 2012.

#### Running Wild
- Black Hand Inn - 1994.

#### Saxon
- Metalhead - 1999.
- Lionheart - 2004.
- The Inner Sanctum - 2007.
- Into the Labirynth - 2009.

#### Shadowicon
- Empire in Ruins - 2011.
- Smoke and Mirrors - 2014.

#### Van Canto
- Hero - 2008.
- Tribe of Force - 2010.
- Dawn of the Brave - 2014.

#### Viper
- Evolution - 1992.
- Vipera Sapiens - 1992.

## Vanjske poveznice
- Charlie Bauerfeind, službene stranice